# Нейтан Джавай
Нейтан Джавай — австралійський баскетболіст, гравець Казанського БК УНІКС. Народився 10 жовтня 1986 року в Сіднеї. Також грав за команди: БК «Торонто», БК «Мінесота» та БК «Партизан».

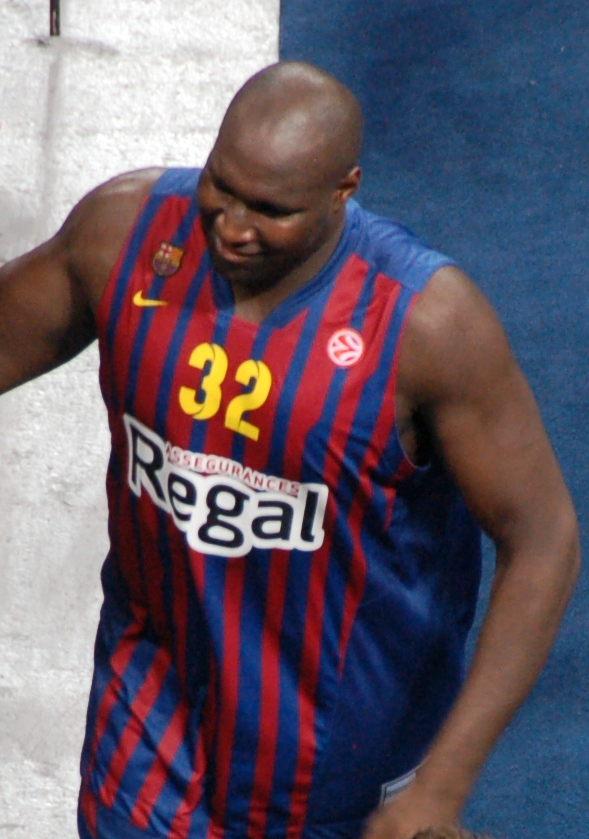

Виступаючи за молодіжну збірну Австралії (до 20 років), в 2004 році став срібним призером чемпіонату Океанії. У національній збірній Австралії виступає з 2009 року. Срібний призер чемпіонату Океанії — 2009. Переможець Кубка Сербії (Кубок Радивоє Корача), чемпіон Адріатичної ліги у складі «Партизана». У 2012 році перейшов до клубу «БК Барселона».